# Gaby Schuster (Schriftstellerin)
Gaby Schuster (Pseudonyme: Marie Cordonnier, Gabriele Marie Cristen, Marie Cristen, Valerie Lord, * 9. Oktober 1948 in Unterthingau, Landkreis Ostallgäu) ist eine deutsche Schriftstellerin.

## Leben
Gaby Schuster absolvierte von 1965 bis 1967 ein Volontariat bei der „Allgäuer Zeitung“. Sie wechselte zur „Südwest Presse“ in Ulm, wo sie zuletzt innerhalb des Feuilletons für Kinder- und Jugendthemen zuständig war. In den 1970er Jahren ging sie aus familiären Gründen nach München, wo sie eine Anstellung im Kauka-Verlag fand. Sie war dort anfangs für den Bereich Comic tätig; ab 1973 übernahm sie die Chefredaktion der Jugendzeitschrift „Melanie-Popcorn“. Später war sie Chefredakteurin der im Springer-Verlag erscheinenden Zeitschrift „Mädchen“. Seit 1984 ist Schuster freie Schriftstellerin.
Gaby Schuster ist Verfasserin zahlreicher Kinder- und Jugendbücher für weibliche Leser. Unter mehreren Pseudonymen veröffentlicht sie daneben erzählende Werke für Erwachsene, hauptsächlich aus den Genres Historischer Roman und Liebesroman. Sie lebt heute im oberbayerischen Egmating.

## Werke
- Der Schatten mit den scharfen Krallen. München u. a. 1980.
- Der Tag, der alles veränderte. München 1980.
- Alarm auf Station III. München 1981.
- Isabelle. München 1987. (unter dem Namen Marie Cordonnier)
- Das Geheimnis der weißen Frau. München 1988. (unter dem Namen Marie Cordonnier)
- Geliebte Isabelle. München 1988. (unter dem Namen Marie Cordonnier)
- Isabelle de Paradou. München 1989. (unter dem Namen Marie Cordonnier)
- Die zweite Braut. München 1989. (unter dem Namen Marie Cordonnier)
- Das Herz aus Rubin. München 1991. (unter dem Namen Marie Cordonnier)
- Isabelle und der König. München 1991. (unter dem Namen Marie Cordonnier)
- Alf der Kommissar aus dem All. Bindlach 1991.
- Nina & Nicki. Bindlach
  - 1. Die Neue. 1991.
  - 2. Das Medaillon. 1991.
  - Große Pläne. 1992.
  - Vier Freunde. 1992.
  - Zwei Detektive. 1993.
  - Das Geheimnis. 1994.
- Silbernes Feuer. München 1992. (unter dem Namen Marie Cordonnier)
- Die gefährliche Lady. München 1993. (unter dem Namen Marie Cordonnier)
- Niniane – die große Lüge. München 1993. (unter dem Namen Marie Cordonnier)
- Zwischentief. Bindlach 1993.
- Die Macht der Liebe. München 1994. (unter dem Namen Marie Cordonnier)
- Nicht von schlechten Eltern. Bergisch Gladbach
  - 1 1994.
  - 2. Krisen, Küsse und ein Baby. 1995.
- Reine Mädchensache. Bindlach 1994.
- Verhängnisvolle Träume. München 1994. (unter dem Namen Marie Cordonnier)
- Chantal – geliebte Lügnerin. München 1995. (unter dem Namen Marie Cordonnier)
- Das Geheimnis des Spiegels. München
  - 1. Sag die Wahrheit, Mike! 1995.
  - 2. Laras Märchenprinz. 1995.
  - 3. Ein Lächeln für Django. 1995.
  - 4. Voll erwischt. 1996.
  - 5. Lisas Mutprobe. 1997.
  - 6. I love you, Theresa. 1997.
- Sophies neue Zukunft. Bindlach 1995.
- Die Töchter der Hexe. Bergisch Gladbach (unter dem Namen Marie Cordonnier)
  - Alison, geliebte Gauklerin. 1995.
  - Marie, Engel in Versuchung. 1995.
  - Nadine, unschuldige Verführerin. 1995.
  - Viviane, Sklavin der Rache. 1996.
- Die falsche Herzogin. München 1996. (unter dem Namen Marie Cordonnier)
- Spiel der Herzen. München 1996. (unter dem Namen Marie Cordonnier)
- Das Erbe des Falken. Bergisch Gladbach (unter dem Namen Marie Cordonnier)
  - 1. Die goldene Braut. 1997.
  - 2. Die geraubte Rose. 1997.
- Katrin ist die Beste. Bergisch Gladbach 1997.
- Die stolze Prinzessin. Bergisch Gladbach 1997. (unter dem Namen Marie Cordonnier) [gehört zu Das Erbe des Falken ]
- Die ungezähmte Rebellin. Bergisch Gladbach 1997. (unter dem Namen Marie Cordonnier) [gehört zu Das Erbe des Falken ]
- Die Unzertrennlichen – Traumpaar mit hundert Hindernissen. Hamburg 1997.
- Verratene Küsse. München 1997. (unter dem Namen Marie Cordonnier)
- Aimée – das Siegel der Liebe. München 1998. (unter dem Namen Marie Cordonnier)
- Kommissar Rex – Tanz auf dem Vulkan. Hamburg 1998.
- Love & more. Stuttgart
  - 1. Hab Mut zur Liebe! 1998.
  - 2. Rollentausch fürs Glück. 1998.
  - 3. Bilder des Herzens. 1999.
  - 4. Spiel der Gefühle. 1999.
- Sissi  – eine Prinzessin für den Kaiser. Bindlach 1998.
- Sissi – im Dienst der Krone. Bindlach 1998.
- 1000 Mädchenfragen. Bindlach 1998.
- Plötzlich war es Liebe. München 1999.
- Sissi – Schicksal einer Kaiserin. Bindlach 1999.
- Die Sterne von Armor. Bergisch Gladbach (unter dem Namen Marie Cordonnier)
  - Graciana – das Rätsel der Perle. 1999.
  - Jorina – die Jade-Hexe. 1999.
  - Oliviane – der Saphir der Göttin. 1999.
  - Tiphanie – Feuer der Sehnsucht. 1999.
  - Ysobel – das Herz aus Diamant, 1999.
- Ein Sommer in Saint-Tropez. München 2000.
- Casting. München 2001.
- Love message. München
  - 1. SMS für Jo. 2001.
  - 2. Liebe zwischen den Zeilen. 2001.
  - Empfänger verliebt. 2001.
  - Bad boy sucht @ngel. 2002.
  - Flirt auf Sendung. 2002.
  - Küsse in der Mailbox. 2003.
- Rosen der Leidenschaft. München 2001. (unter dem Namen Valerie Lord)
- Der Rosenturm. München 2001. (unter dem Namen Valerie Lord)
- Zum Verlieben schön. München 2001.
- Herz hinter Dornen. München 2002. (unter dem Namen Valerie Lord)
- Verflixte Schönheit. München 2002.
- Kauz & König. Würzburg
  - Alles Familie, oder was? 2003.
  - Casting und andere Katastrophen. 2003.
  - Gemeinsam sind wir unausstehlich. 2004.
  - Wir sind hier nicht in Hollywood. 2004.
- Liebeschaos & Gefühle. München 2003.
- Sisi – ein Traum von Liebe. München 2003. (unter dem Namen Gabriele Marie Cristen)
- Verdammt verliebt. München 2003.
- Maria Theresia. München 2004. (unter dem Namen  Gabriele Marie Cristen)
- Beginenfeuer. München 2005. (unter dem Namen Marie Cristen)
- Kreuzzug der Leidenschaft. München 2005. (unter dem Namen Valerie Lord)
- Duell der Sinnlichkeit. München 2007. (unter dem Namen Valerie Lord)
- Paula in Liebesnöten. Freiburg u. a. 2007.
- Die Stunde des Venezianers. München 2007. (unter dem Namen Marie Cristen)
- Das flandrische Siegel. München 2009. (unter dem Namen Marie Cristen)
- Der Damenfriede. München 2010. (unter dem Namen Marie Cristen)